# 데즈카 고헤이
데즈카 고헤이(일본어: 手塚 康平, 1996년 4월 6일~)는 일본의 축구 선수이다.

## 구단 경력
그는 2016년 J1리그의 가시와 레이솔에 입단했다. 2018년후 J2리그에 강등했다. 2019년까지 52경기에 출전하여, 3득점을 넣었다. 2020년 J1리그의 요코하마 FC로 이적했다. 2021년후 J2리그에 강등했다. 2022년 7월 J1리그의 사간 도스로 이적했다. 2024년 8월 가시와 레이솔로 복귀했다.